# 단카
단카(일본어: 短歌)는 고전 일본 시의 한 장르로, 일본 문학에서 중요한 부분을 차지한다.
원래 단가(短歌)라는 표현은 만요슈 시대에 말 그대로 "짧은 시"를 장가(長歌)와 구분하여 가리키던 용어지만, 고킨와카슈(古今和歌集)가 편찬된 이후 하나의 시 형식이 되었고 포괄적인 이름이던 와카(和歌)가 그것을 가리키는 이름으로 굳어졌다. 그러다 20세기 초 문학가 마사오카 시키가 일본 시의 현대화와 쇄신을 제창하며 단카라는 용어를 부활시켰는데, 하이쿠(俳句)라는 표현 역시 그에 의해 대중화된 것이다.
단카는 정형시로서 다섯 구(句)로 구성되며, 이는 다시 5-7-5-7-7의 31개 음(音)으로 이루어진다. 이 중 앞의 5-7-5를 위의 구(上の句)라고 하고 7-7을 아래의 구(下の句)라고 한다.

## 같이 보기
- 와카
- 하이쿠
- 혼카도리